# Freddie Benson
Fredward "Freddie" Benson spillet af Nathan Kress er den tekniske producent for webshowet iCarly i serien af samme navn, som hans venner Carly Shay og Sam Puckett er værter for.
Han bliver ofte gjort til syndebuk for Sams dårlige ideer. Han har været forelsket i Carly siden 6. klasse, men Carly betragter ham generelt kun som en platonisk bedste ven. I "iSaved Your Life" falder Carly dog for ham, efter han redder hende fra at blive kørt over af en tacovogn, og de bliver kærester. Efter råd fra Sam slår Freddie dog op med hende og siger, at hvis Carly stadig elsker ham og vil stadig være hans kæreste, når hun holder op med at se ham som en helt, vil han genoptage deres forhold. I slutningen af dette afsnit råber Freddie i elevatoren, "Hvad har jeg gjort?", hvilket antyder, at han tydeligvis stadig har følelser for Carly.
Freddie har et meget anstrengt forhold til sin mor. Hun mener det godt, men kan være overbeskyttende.